# Pella (district régional)
Pour les articles homonymes, voir Pella.
Le district régional de Pella (en grec moderne : Περιφερειακή ενότητα Πέλλης) est un district régional de la périphérie de Macédoine-Centrale.
Il doit son nom à l’antique cité de Pella qui se situe sur son territoire.
Sa capitale est la ville de Édessa, qui compte 25 000 habitants (2005).

## Dèmes (municipalités)

Les dèmes (municipalités) du district régional de Pella à la suite de la réforme Kallikratis (2010)

Les dèmes du nome de Pella entre 1987 et 2010

| Dème (municipalité) | Chef-lieu                           | District municipal | code YPES | Chef-lieu (si différent) | Code postal | Préfixe tél. | Rep. |
| ------------------- | ----------------------------------- | ------------------ | --------- | ------------------------ | ----------- | ------------ | ---- |
| 2. Almopie          | Aridéa                              | Aridaia            | 4101      |                          | 584 00      | 23840-2      | 2    |
| 2. Almopie          | Aridéa                              | Exaplatanos (en)   | 4105      |                          | 580 04      | 23840-4      | 5    |
| 1. Édessa           | Édessa                              | Édessa             | 4104      |                          | 582 00      | 23810-2      | 1    |
| 1. Édessa           | Édessa                              | Vegorítida         | 4102      | Arnissa (en)             | 580 02      | 23810-31     | 3    |
| 3. Pella            | Giannitsá (siège historique: Pella) | Giannitsá          | 4103      |                          | 581 00      | 23820-2      | 4    |
| 3. Pella            | Giannitsá (siège historique: Pella) | Krya Vrysi         | 4106      |                          | 583 00      | 23820-6      | 6    |
| 3. Pella            | Giannitsá (siège historique: Pella) | Kýrros             | 4107      | Mylopotos (el)           | 581 00      | 23820-51     | 7    |
| 3. Pella            | Giannitsá (siège historique: Pella) | Megálos Alexándros | 4108      | Galatádes                | 583 00      | 23820-43     | 8    |
| 3. Pella            | Giannitsá (siège historique: Pella) | Pella              | 4110      |                          | 580 05      | 23820-3      | 10   |
| 4. Skýdra           | Skydra                              | Meniída            | 4109      | Kalí                     | 585 00      | 23810-41     | 9    |
| 4. Skýdra           | Skydra                              | Skydra             | 4111      |                          | 585 00      | 23810-8      | 11   |